# Anastasia Bucsis
Anastasia Bucsis (30 april 1989) is een Canadees langebaanschaatsster. Bucsis is vooral goed op de 500 en 1000 meter.
Bucsis had zich gekwalificeerd voor het WK Sprint 2012, maar trok zich van tevoren terug vanwege een rugblessure. In september 2013 kwam Bucsis tijdens de Calgary Pride uit de kast en op 5 februari 2014, in aanloop naar de Olympische Winterspelen, besloot zij aan te sluiten bij de organisatie All Out en op de officiële persconferentie van het Canadese team van Bart Schouten zich openlijk uit te spreken tegen de Anti-homowetgeving van Vladimir Poetin.
Voor het na-olympische seizoen 2014/2015 neemt Bucsis een sabbatical.

## Records

### Persoonlijke records
| Afstand    | Tijd    | Datum           | Baan           |
| ---------- | ------- | --------------- | -------------- |
| 500 meter  | 37,92   | 30 oktober 2011 | Calgary        |
| 1000 meter | 1.16,05 | 21 januari 2012 | Salt Lake City |
| 1500 meter | 2.02,54 | 20 maart 2011   | Calgary        |
| 3000 meter | 4.39,24 | 6 januari 2008  | Calgary        |

## Resultaten
| Jaar | WK sprint                | WK afstanden       | Olympische Spelen | Wereldbeker        |
| ---- | ------------------------ | ------------------ | ----------------- | ------------------ |
| 2010 | 23e (16, 25, 20, 23)     |                    | 34e 500m          | 39e 500m 36e 1000m |
| 2011 |                          | 20e 500m           |                   | 28e 500m 37e 1000m |
| 2012 |                          | 15e 500m           |                   | 18e 500m 33e 1000m |
| 2013 | 17e (14e, 18e, 15e, 17e) | 19e 500m 18e 1000m |                   | 20e 500m 25e 1000m |
| 2014 |                          |                    | 28e 500m          |                    |
|      |                          |                    |                   |                    |
| 2016 |                          |                    |                   | 42e 500m 43e 1000m |

(#, #, #, #) = afstandspositie op sprinttoernooi (500m, 1000m, 500m, 1000m)